# Phare de Tarragone
Le phare de Tarragone est un phare situé sur la digue du Levant dans le port de Tarragone , dans la province de Tarragone (Catalogne) en Espagne. C'est l'ancien phare de la Banya qui a été transféré dans le port et qui est classé à l'Inventaire du patrimoine architectural de Catalogne.
Il est géré par l'autorité portuaire de Tarragone.

## Histoire
C'est l'ancien phare du Delta de l'Èbre, mis en service en 1864 et remplacé par le nouveau phare de la Banya, qui a été transféré en 1984 sur le brise-lames est dans le port de Tarragone, restauré en 1988 et reconverti en restaurant en 1992.
En 1996, il a été mis à la disposition du port pour un accès public temporaire à la suite de la fermeture du restaurant. En 2003, le phare a été rénové et rouvert comme Museu de Fars (le Musée de Phare), une extension du Musée du Port de Tarragone. Dans l'ancienne maison du gardien de phare, un espace hexagonal de 52 m², une exposition permanente présente divers objets liés au monde des signaux maritimes et sur l'histoire de phares espagnols et les phares de province de Tarragone.
Toujours actif, le phare est désormais peint en blanc et sa lanterne grise. Sa caractéristique est celle d'un feu à occultations blanc durant 2 secondes et un effacement d'une seconde.
Identifiant : ARLHS : SPA108 ; ES-28761 - Amirauté : E0388- NGA : 5652.
|                                                     |
| Photo ancienne du phare de punta de la Banya (1865) |

### Lien connexe
- Liste des phares d'Espagne